# ザ・フライ2 二世誕生
『ザ・フライ2 二世誕生』（ザ・フライ2 にせいたんじょう、The Fly II）は、1989年のアメリカ映画。1986年公開の映画『ザ・フライ』の続編。前作でハエと融合してしまった男の遺児が、父親と同じ運命に翻弄される姿を描いている。キャッチコピーは「Like father. Like son.（あの父にしてこの子あり）」。
日本公開時の惹句は「人間でない子供が… この子の成長が楽しみだ。」

## 概要
『ザ・フライ』の監督デヴィッド・クローネンバーグは本作には関わっておらず、前作で特殊メイクを担当したクリス・ウェイラスが、監督と特殊メイクを兼任した。復讐を果たして人間に戻るという大筋は、オリジナル版『蠅男の恐怖』の続編にあたる『蝿男の逆襲』とほぼ同じであるが、ストーリーは大幅に脚色されている。前作でステイシス・ボランズ役を演じたジョン・ゲッツは続投しているが、ヴェロニカ・クエイフのジーナ・デイヴィスは降板した。

## ストーリー
『ザ・フライ』の事件から数カ月後、ヴェロニカは出産の時を迎える。サナギのような嚢が自分の股間から出てくるのを見たヴェロニカは恐怖で取り乱し、バイタルの異常を起こしてショック死した。嚢の中に入っていたヒトの新生児を、バートック企業の代表アントン・バートックは、養子のように育てることにする。マーティン・ブランドルと名付けられた男児は、特殊な染色体ゆえに成長が早く、3年で10歳児ほどの容姿になり天才的頭脳を発揮した。実験動物の部屋に入ったマーティンは、一頭のゴールデン・レトリバーと仲良くなるが、その犬が転送実験の失敗で恐ろしい姿に歪む光景を目撃する。
それから2年後、成人のように立派になったマーティンの誕生日に、バートックは研究所の敷地内に作った一軒家をプレゼントし、物質転送機テレポッドを研究するよう提案する。彼の父親セス・ブランドルは、テレポッドの資料を何も遺さず死んだというのだ。これまで失敗続きだった転送実験の中、マーティンは独自プログラムで電話機の転送に成功した。夜間勤務の女性職員ベス・ローガンと親しくなったマーティンは、彼女に招待されたパーティー会場で、標本部のスタッフの会話から2年前のゴールデン・レトリバーが研究標本として生かされていることを知る。劣悪な環境で鎖に繋がれ、苦しみながら生き続ける醜い外見の犬は、マーティンを見ると甘えた鳴き声を出す。マーティンは涙ながらに、犬に薬品を嗅がせて安楽死させた。犬の件で険悪になっていたベスと仲直りしたマーティンは、子猫の転送実験が上手く行くことを見せた後、ベスとセックスをする。
幼い頃から女医のシェパード博士に打たれている注射跡が化膿してきたマーティンは、転送で健康体の人間の遺伝子と入れ替えれば、自分の悪い症状が治せることを知る。突然の配置変えを知らされたベスは、警備主任のスコービーから「社長のペットとナニすりゃ、こういうことになるのさ」と、ビデオテープを手渡された。ベスはマーティンとの電話で、寝室に隠しカメラがあり、2人のセックスが録画されていたと伝える。モニタールームを突き止めたマーティンは、そこにあったコンピュータのデータから、ハエのDNAと融合したと話す父の記録映像を見てショックを受ける。バートックは最初から、ハエとヒトの遺伝子を持つ自分のことを実験材料としか見ていなかったのだ。研究所を脱走したマーティンは、ビデオで見た父の知り合いステイシス・ボランズの家を訪ねる。ステイシスはマーティンの父には怨みしかないと冷たい態度を取るが、テレポッドに救いの道があることを示唆し、逃亡のための車を与えた。
モーテルに逃げる2人だったが、マーティンの変態は急激に進み、外見はどんどん変わって行く。思い余ったベスはバートック企業に引き渡してしまう。テレポッドの起動に誤ったパスワードを入力すると、コンピュータのデータがすべて消えるようプログラムされていたが、マーティンはパスワードを言わないまま6本脚の巨大な蠅男に羽化。シェパード博士やスコービーたちを殺害した後、捕らえたバートックの指を使ってテレポッド起動コマンドのパスワード「DAD（パパ）」を入力し、彼をテレポッドの中へ引きずり込む。ベスがEnterキーを押すと、転送されたポッドの中から、元の姿のマーティンと異形の怪物と化したバートックが出て来た。かつて畸形の犬が繋がれていた標本室で、バートックだった生き物がエサの入った容器に這って行くと、容器に1匹のイエバエが留まっていた。

## キャスト
| 役名                           | 俳優                    | 日本語吹き替え                                               | 日本語吹き替え                                                                            | 日本語吹き替え |
| 役名                           | 俳優                    | ソフト版                                                     | テレビ朝日版                                                                              |                |
| ------------------------------ | ----------------------- | ------------------------------------------------------------ | ----------------------------------------------------------------------------------------- | -------------- |
| マーティン・ブランドル         | エリック・ストルツ      | 山寺宏一                                                     | 堀内賢雄                                                                                  |                |
| ベス・ローガン                 | ダフネ・ズニーガ        | 佐々木優子                                                   | 松本梨香                                                                                  |                |
| アントン・バートック           | リー・リチャードソン    | 穂積隆信                                                     | 富田耕生                                                                                  |                |
| ステイシス・ボランズ           | ジョン・ゲッツ          | 塚田正昭                                                     | 吉水慶                                                                                    |                |
| スコービー                     | ゲイリー・チョーク      | 池田勝                                                       | 堀勝之祐                                                                                  |                |
| ジェーンウェイ                 | アン・マリー・リー      | 沢田敏子                                                     | 鈴木弘子                                                                                  |                |
| ノーマン・シェパード           | フランク・ターナー      | 千田光男                                                     | 納谷六朗                                                                                  |                |
| トリンブル                     | ウィリアム・S・テイラー | 牛山茂                                                       | 屋良有作                                                                                  |                |
| シムズ                         | ジェリー・ワッサーマン  | 大塚明夫                                                     | 大塚芳忠                                                                                  |                |
| ヴェロニカ・ロニー・クエイフ   | サフロン・ヘンダーソン  | 高島雅羅                                                     | 小宮和枝                                                                                  |                |
| セス・ブランドル（ビデオ映像） | ジェフ・ゴールドブラム  | 秋元羊介                                                     | 谷口節                                                                                    |                |
| 役不明又はその他               |                         | 城山堅 幹本雄之 荒川太朗 小室正幸 さとうあい 滝沢ロコ 折笠愛 | 弘中くみ子 荒川太朗 古田信幸 吉田美保 星野充昭 池本小百合 増田裕生 嶋俊介 牛山茂 幹本雄之 |                |

- テレビ朝日版 - 初放送1991年5月26日 『日曜洋画劇場』

## スタッフ
- 監督 - クリス・ウェイラス
- 製作総指揮 – スチュアート・コーンフェルド
- 製作 -スティーヴン・チャールズ・ジャッフェ（英語版）、メル・ブルックス（クレジットなし）
- 原案 - ミック・ギャリス
- 脚本 - ミック・ギャリス、ジム・ウィート（英語版）、ケン・ウィート（英語版）、フランク・ダラボン
- 編集 - ショーン・バートン
- 撮影 - ロビン・ヴィジョン
- 特殊メイク - クリス・ウェイラス
- 音楽 - クリストファー・ヤング
- 美術 - マイケル・S・ボルトン

## 製作
『ザ・フライ』が大成功を収めた後、1981年からデヴィッド・クローネンバーグの製作現場のレポートを書いていたティム・ルーカスは、クローネンバーグに続編の案を提出させてくれないかと打診した。ティムの構想は、完成した『ザ・フライ２』と全く異なるストーリー・ラインだった。セス・ブランドルを失った喪失感から立ち直りつつあったジャーナリストのヴェロニカが、バートック企業を調査している内に、セスの意識がテレポッドのコンピュータの中に残ったまま同社の手に渡ったことが判明。コンピュータ内のセスと会話できるようになったヴェロニカが、クローン開発にテレポッドの技術を応用しようとするバートック企業を内部から破壊した後、彼女の協力を得たセスは元の肉体を取り戻すというものだった。ティムはこの脚本をプロデューサーのスチュアート・コーンフェルドに売り込んだ。クローネンバーグは他に提出された続編のアイデアよりも、彼の内容が面白いと興味を示し、20世紀フォックスに紹介するとティムに話した。次にクローネンバーグは、コーンフェルドがティムの脚本を「映画的じゃない」と評していたことを彼自身に伝え、そんなことは撮影と編集で決まることだと話した。だが後に、スティーヴン・スピルバーグとも仕事をしたことがあるミック・ギャリスが、クローネンバーグの承認を得て脚本を書いている話を聞いたティムは、なんだそういうことかと諦めがついた。
ホラー映画『アフター・ミッドナイト／恐怖の課外授業』（日本未公開）の監督コンビ、ジム・ウィートとケン・ウィートが提出した続編のアイデアを20世紀フォックスは却下していたが、ジムとケンはミック・ギャリスが書いた草稿を書き直す任務に就いた。2人はギャリスの草稿は広範囲でまとまりがなく、話の焦点を定める必要があると考えたが、フォックスがスケジュールを急かしたために上手く出来なかったという。
ウェイラスは脚本作りが難航している頃に参加した。コーンフェルドから『ザ・フライ』の続編を監督する気はないかと誘われ、監督なんてやったこともないと答えたものの、「もう推薦しちゃったよ」と言われて引き受けることになった。ギャリスが書いた草稿は親子の絆を描いたファミリー向けのような話で、すでにスタジオから却下されていた。ジムとケンが改稿した脚本は製作の希望に沿った内容だったが、どう映画化して良いか分からなかったウェイラスは監督を辞退したいと申し出る。フォックスの重役は「それなら、誰に（脚本を）書いて欲しいんだ？」と質問し、ウェイラスはフランク・ダラボンの名前を挙げた。
『ザ・フライ』に於けるセス・ブランドルの肉体の変貌は、ハエが混じった後のDNAが再配置でよじれ、バランスを崩し、本質的に生存不可能な生命体になってしまうが、マーティンは最初からハエのDNAが統合された新種として誕生するため、崩れて行ったセスと反対に虫としての進化をするのだとウェイラスは語っている。ウェイラスは本作の本質を「実に単純な復讐計画だ」という。「バートックは嘘と裏切り、その冷酷さにおいて恐ろしい人物なんだ。普通に殺されるだけでは正しい正義が実行されたとは言えないので、最終的に彼自身が実験体にされてしまうのは、素晴らしい展開だと思ったよ」と、結末について触れた。

## 配役
ウェイラスはキャスティングの段階で、使いたい俳優のリストをスタジオに渡し、主役にピッタリだと思ったヴィンセント・ドノフリオを推薦したが、カメラテストをしたスタジオの返事は「ノー」だった。キャスティング担当者がエリック・ストルツを見つけてきたため、ウェイラスは食事をしながら彼に会うことにした。ストルツは「なぜ（主役を）僕に？」と質問し、ウェイラスは前作同様に特殊メイクを施す役だけど、君しかいないと思うと話して決まったという。ストルツとほぼ同時に、メル・ブルックスが『スペースボール』の仕事で気に入っていたダフニの出演を決めた。ジーナ・デイヴィスにはウェイラス自身が出演交渉に行った。デイヴィスはヴェロニカ役が気に入っているから喜んで出演したいけど、出産シーンだけは絶対に嫌と言ったため、ウェイラスは彼女の出演を諦めた。
主人公マーティン役のオーディションを受けたジョシュ・ブローリンは、キャラクターになりきるリアルなアプローチとして、床に寝転がって口から泡を吹いた。「主人公は蛹の中にいて、人間から別の生き物に変態するわけだろう？　きっとこれは苦痛を伴うものなんだ」と考えたのだ。ブローリンはその後、プロデューサーたちに「他に何かやって欲しいことはありますか？　先ほどの演技が不快でしたら、別の方法もやってみますが」と話したところ、「いやいや、大丈夫です。素晴らしかったですよ」としか返答されなかった。後日ブローリンは自分のエージェントから、オーディションで何かやらかしたのか？ と問われ、彼らが君と会うことはもうないだろうと告げられたという。

## 評価
レビュー収集サイトRotten Tomatoesでは、17件の批評家レビューのうち支持率は29%、加重平均点は4.57/10だった。評論家のケヴィン・カーは「エレベーターで押しつぶされる頭部や、ハエの嘔吐物で顔が溶ける男など、今まで私が観てきた映画の中でも最も生々しい血まみれエフェクトがある」と、クリス・ウェイラスの特殊メイクを評価し、5点中3.5点を付けた。
ニューヨーク・タイムズのジャネット・マスリンは、「前作で特殊メイクを担当したクリス・ウェイラスが監督した『ザ・フライ２』は、力量はあるが巧みとは言えない。クローネンバーグの『ザ・フライ』に匹敵するものは
不快感だけである。最後の30分は粘液が飛び交い、ただの特殊効果ショーに退化する」と否定的に評した。
『SPOTLIGHT on Entertainment』の本作のレビューでは「マーティンがまだハエのDNAを持っていた頃に、同僚女性のベスとセックスをした」と指摘し、初めて性交を体験したマーティンはベスの中で射精したであろうことから「彼女が続編の中心人物を産む可能性がある」と言及した。だが映画本編でベスを検査させたバートックは、彼女がハエの遺伝子を持っていないことから、”君に感染の疑いはなかった”と話している。しかしハエ化のDNAの感染拡大をテーマにした、コミックブックでの続編が2015年に発表された。この続編でのマーティンは、結婚したベスを妊娠させないよう自分を律している（詳細は#コミックでの続編展開を参照）。
評論家からは酷評された本作だが、主演のエリック・ストルツにとってはかけがえのない大切な映画だったようで、2022年のインタビューで以下のように語っている。「『ザ・フライ２』について何人もの人が尋ねてきて、どれほど怖かったかを話してくれました。ある人はタイムズスクエアでこの映画を見たとき、スクリーンに向かって観客が叫んでいたと教えてくれました。これは俳優にとって理想的です。とても素敵なキャストとスタッフの集まりだったことを覚えています。人生でとても良い時期だったので、あの場所にいられたことに感謝しています」。

## 映像商品
日本ではCBS FOXビデオのビデオカセットとレーザーディスクで初ソフト化（発売時期不明）を経て、2001年6月に吹替版を収録した単品DVDと、紙製BOXに前作のパッケージも収めた「ザ・フライ コレクターズBOX」が20世紀フォックス エンターテイメントより発売された。2006年11月には、『蠅男の恐怖』、『蝿男の逆襲』、『蠅男の呪い』、『ザ・フライ』（2枚組）、『ザ・フライ２』（2枚組）をセットにした5作品・7枚組の「『ザ・フライ』 コンプリート・コレクション DVD-BOX」を400セットで限定発売。2007年7月と8月には20世紀フォックス エンターテイメントの“カルトコレクション”と題した名作発掘シリーズで12タイトルをラインナップし、前年の「コンプリート・コレクション DVD-BOX」に含まれていた『ザ・フライ』、『ザ・フライ２』の2枚組を単品商品化した。

## 音楽商品
- 1990年10月25日、アメリカのヴァレーズ・サラバンド・レコーズより、オリジナル・サウンドトラック盤CDが発売された。全12曲、47分36秒収録。品番：VSD 5220。
- 2005年10月18日、アメリカのヴァレーズ・サラバンド・レコーズより、前作『ザ・フライ』の音楽と2枚組セットになったオリジナル・サウンドトラック盤CDが発売された。本作からの収録曲は上記の単品CDと同一。品番：302 066 688、定価19.98米ドル。

## 地上波放送履歴
| 回数  | テレビ局   | 番組名             | 放送日         | 吹替版       |
| ----- | ---------- | ------------------ | -------------- | ------------ |
| 初回  | テレビ朝日 | 日曜洋画劇場       | 1991年5月26日  | テレビ朝日版 |
| 2回目 | テレビ朝日 | 日曜洋画劇場       | 1992年6月7日   | テレビ朝日版 |
| 3回目 | テレビ朝日 | 日曜洋画劇場       | 1995年1月22日  | テレビ朝日版 |
| 4回目 | テレビ朝日 | 日曜洋画劇場       | 1997年5月25日  | テレビ朝日版 |
| 5回目 | テレビ朝日 | 日曜洋画劇場       | 1999年5月23日  | テレビ朝日版 |
| 6回目 | テレビ東京 | 午後のロードショー | 2001年11月22日 | テレビ朝日版 |
| 7回目 | テレビ東京 | 午後のロードショー | 2008年8月20日  | テレビ朝日版 |
| 8回目 | テレビ東京 | 午後のロードショー | 2011年7月19日  | ソフト版     |
| 9回目 | テレビ東京 | 午後のロードショー | 2016年4月15日  | ソフト版     |

## コミックでの続編展開
2014年12月、コミックとして『ザ・フライ2 二世誕生』の続編が出版されるとアメリカで発表された。「The Fly: Outbreak（ザ・フライ：アウトブレイク）」と題したその続編では、父がやり残した研究を続けるマーティンが悲惨な結果を招く内容で、全5巻を予定していると報じられた。シナリオは『ヘル・レイザー』のコミックを手がけたブランドン・セイファート、作画はメントン3が担当。2015年3 月のリリースを目指して進行しているプロジェクトについて、セイファートは以下のようなコメントを出した。
クローネンバーグが1986年に発表した『ザ・フライ』から約20年ほどの間に、遺伝子組み換えの生物が多く誕生したことで、この作品には元々なかった多くの意味を帯びるようになりました。このミニシリーズで、それらの要素を探求するのは本当にエキサイティングな体験です。
「第1作ほど支持されていない『ザ・フライ2』の続編を描こうと思ったのは何故？」という、『CBR』のインタビューに対し、ストーリー担当のセイファートは「確かに前作ほど傑作ではありませんが、現代版『ザ・フライ』の出発点としては興味深い作品だと思いますよ。この先のストーリー展開を考えられる要素があります」と答えた。作画担当のメントン3は「オリジナル（第1作）の方がずっと良かったけど、僕はエリック・ストルツの大ファンだし、続編のストーリー自体も良かったと思うよ。監督はちょっと酷かったけど、公開された年の映画の中では、それほど悪くはなかったと思う」とコメントしている。
『ザ・フライ2』の事件から数年後、体内にまだハエの遺伝子が残っているかも知れない不安を抱えるマーティン・ブランドルは、ベスを妊娠させないように精管切除手術を受けていた。醜い肉の塊となった養父バートックを元の姿に戻そうと、マーティンはバートック企業に留まって遺伝子研究をしている。それによって自分の損傷したDNAを治せるかもしれないと考えているのだ。そんなマーティンはパイプカットした後も、妻のベスとはコンドームを着けたセックスを続けていた。研究助手の女性ノエラニの前では「子供が欲しくないわけじゃない」と話すマーティンだが、結婚記念日の夜もセックスで避妊具を使い、膣の中で射精して欲しい彼女を性的に満足させないことで、2人は気まずい関係になっている。自分のDNAを修復する研究過程でマーティンは、人々をハエとヒトのハイブリッドに変えることができる遺伝子組み換え病原体を誤って作成してしまう。バートックはマーティンの実験の結果、ハエのDNAが強く発露したことで6本脚の怪物に変身し、研究所で暴れて数名の所員を殺害した後に射殺される。バートックの嘔吐物や血を浴びた者がいたため、感染を疑ったマーティンは自分自身を含めて研究所のスタッフを隔離する。
政府がエボラウィルス対策のためにノースブラザー島に建てていた古い病院にスタッフを連れ、マーティンは隔離状態に入った。感染によりハエ化が起きた場合、マーティンフライではなくブランドルフライのような崩れた身体のハエ人間になるだろうと、マーティンはノエラニから説明を受ける。「The Fly: Outbreak」はエリック・ストルツたち登場人物の顔を描いたグラフィックの巧みさが評価されつつも、セイファートによるシナリオがやや貧弱でストーリーの遅さを指摘する評もある。また、性的欲求不満が高まったベスが、モニター越しにマーティンを見ながらバイブレーターでオナニーをする強引な性描写を含め、ベスがセックス狂のように描かれてる点も疑問視されている。2015年8月に発表された「The Fly: Outbreak」第5話では、『ザ・フライ2』の頃のようなハエの怪物に変態したマーティンを救うべく、ベスがマーティンとテレポッドに入って彼のハエの遺伝子を吸収。羽根が生えた女性型のハエ人間に変わってしまったベスを、ノエラニが射殺した。
完結に際しての評価は概ね良好で、女性ジャーナリストのクリスティン・カプリロッツィは、「最初は何を期待して良いのか分からなかったが、セイファートは映画の続きから新たなひねりを加え、シリーズを魅力的に保ち続けた」と高評価をした。『ROCK! SHOCK! POP!』のレビューでイアン・ジェーンは、「正直に言うと少し駆け足気味に感じます。結末には満足しましたが、もう少し何かが欲しいと思う。クローネンバーグのファンなら、ストーリーとアート両方で楽しめるシリーズでしょう。インスピレーションの元となった『ザ・フライ』の精神を保ちながら、独自の方向性でクールなコミックを生み出しています」と書いた。『Pop Mythology』のレビューでは「このコミックが発売された時、何人かの評論家が本書のセックス要素を批判していたが、何が問題なのか分からなかったので奇妙に思った。マーティンとベスの肉体関係は人間同士の重要な要素であること、そして医学的な理由でそれが妨げられると、恋人同士の関係性に緊張感が生まれることを描いています」と評している。